# Raholanjärvi
Raholanjärvi är en sjö i Finland. Den ligger i kommunen Juga i landskapet Norra Karelen, i den centrala delen av landet, 400 km nordost om huvudstaden Helsingfors. Raholanjärvi ligger 163,2 meter över havet. Den är 14,3 meter djup. Arean är 2,53 kvadratkilometer och strandlinjen är 15,04 kilometer lång. Sjön  ingår i Vuoksens huvudavrinningsområde. 